# Regiones de Australia Occidental
Las regiones de Australia Occidental son una división territorial del estado australiano de Australia Occidental, creadas por el parlamento estatal a través de la Ley de Comisiones de Desarrollo Regional de 1993, con el fin de descentralizar la gestión económica y de desarrollo del estado. Estas regiones incluyen la totalidad del estado, más el área metropolitana de la capital, Perth.
Cuando se definieron las regiones, se trató de capturar en ellas las diferentes comunidades socioeconómicas. Por ejemplo, la región de Goldfields-Esperance tiene una economía que está basada en gran medida en la minería, mientras que la región de Wheatbelt depende económicamente de la agricultura.
Las regiones son:
- Gascoyne
- Goldfields-Esperance
- Great Southern
- Kimberley
- Mid West
- Peel
- Pilbara
- South West
- Wheatbelt